# Route nationale 55 (Luxembourg)
Pour les articles homonymes, voir N55 et Route nationale 55.
La route nationale 55 est une route nationale luxembourgeoise.